# Arizaro
Le volcan Arizaro, est un stratovolcan considéré comme éteint actuellement, et qui se trouve dans la province argentine de Salta dans le département de Los Andes, à quelques kilomètres de la frontière chilienne. Son altitude est de 5 754 mètres.
La date de sa dernière éruption n'est pas connue.

## Situation
Le volcan Arizaro se trouve à une vingtaine de kilomètres au sud-ouest du volcan Aracar et à plus ou moins 20 kilomètres à l'est-sud-est du Socompa. Il domine le Salar d'Arizaro, situé à une quinzaine de kilomètres au sud-est, et auquel il a donné son nom. La voie de chemin de fer qui mène à Antofagasta au Chili, depuis Salta en Argentine passe à moins de dix kilomètres au sud de son cratère (Train des nuages).
Au nord-ouest se trouve une série de trois volcans situés pesqu'en enfilade nord-sud et débutant à dix kilomètres à peine. Ce sont, du nord au sud : le Pular, le Pajonales et le Salín. Ensemble avec ces trois volcans et avec l'Aracar, il délimite un bassin ou cuvette ovale, occupée par la Salina de Pular.